# Abdelmadjid Sidi-Saïd
Abdelmadjid Sidi-Saïd, né le 4 février 1949 à Aïn El Hammam en Algérie, est un syndicaliste algérien. 
Secrétaire général du syndicat UGTA, de  1997 à 2019. Sidi Saïd est à l'origine de diverses grèves qui ont marqué le secteur public algérien, notamment des enseignants (2003) et des ouvriers de diverses industries en 1998.
En novembre 2022, il est condamné à 10 ans de prison pour « corruption, trafic d'influence et blanchiment d'argent », peine ramenée à huit ans en appel en décembre de la même année.

## Biographie
Abdelmadjid Sidi-Saïd nait le 4 février 1949 à Michelet (aujourd'hui Aïn El Hammam) en Kabylie.
En 1997, Sidi Saïd est secrétaire général du syndicat UGTA, succédant à Abdelhak Benhamouda, tué en 1997 lors d'un attentat.
Il est président du conseil d'administration de la Caisse nationale des assurances sociales.
En 2007, il reconnait devant la justice avoir falsifié des procès-verbaux de conseils d'administration en autorisant le dépôt de milliards de dinars sur un compte de la Khalifa Bank, banque qui a déposé par la suite le bilan.
Dans le contexte des manifestations de 2019 en Algérie, le 12 juin 2019, des manifestants se rassemblent devant le siège du syndicat, demandent le départ de Sidi-Saïd tout en  exprimant leur rejet du congrès du syndicat programmé le 23 juin. Il est finalement remplacé à la tête du syndicat par Salim Labatcha, élu le 21 juin 2019 pour une durée de cinq ans.
Son passage à la présidence de l'UGTA entre 1997 et 2019 n'a pas amené d'« avancées majeures pour les travailleurs » selon la journaliste Rania Hamdi. Proche du président Bouteflika, il sert le gouvernement en limitant l'influence de syndicats autonomes plus revendicatifs.
Après la chute de Bouteflika en 2019, les proches de l'ancien pouvoir sont écartés et emprisonnés. Le 12 mai 2022, Sidi-Saïd est placé sous mandat de dépôt pour des affaires de corruption. Sidi-Saïd est inculpé entre autres pour la gestion des cotisations des syndiqués à l'UGTA entre 2017 et 2019, pour avoir gardé deux voitures de fonctions après son départ de l'UGTA et pour certains contrats accordés à ses fils,. Le 14 novembre 2022, il est condamné à 10 ans de prison pour « corruption, trafic d'influence et blanchiment d'argent ». Trois de ses fils sont aussi condamnés,. Sa peine est réduite à huit ans, en appel, le 28 décembre 2022.